# Елм Спригнс (Арканзас)
Елм Спригнс (енгл. Elm Springs) град је у америчкој савезној држави Арканзас.

## Демографија
По попису из 2010. године број становника је 1.535, што је 491 (47,0%) становника више него 2000. године.
| Група             | 2000.       | 2010.         |
| Белци             | 956 (91,6%) | 1.304 (85,0%) |
| Афроамериканци    | 4 (0,4%)    | 19 (1,2%)     |
| Азијати           | 16 (1,5%)   | 45 (2,9%)     |
| Хиспаноамериканци | 45 (4,3%)   | 131 (8,5%)    |
| Укупно            | 1.044       | 1.535         |